# Regiunea Est, Burkina Faso
Est este o diviziune de gradul I, localizată în statul Burkina Faso. Regiunea, înființată la data de 2 iulie 2001, cuprinde un număr de 5 regiuni: Gnagna, Gourma, Komondjari, Kompienga și Tapoa. Reședința provinciei este orașul Fada N'gourma. 

| Provincia  | Reședința     | Populația (2006) |
| ---------- | ------------- | ---------------- |
| Gnagna     | Bogandé       | 407.739          |
| Gourma     | Fada N'gourma | 304.169          |
| Komondjari | Gayéri        | 80.047           |
| Kompienga  | Pama          | 75.662           |
| Tapoa      | Diapaga       | 341.782          |